# أولي (كائن)

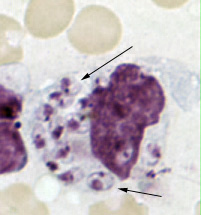
خلايا الشكل اللاسوطي لليشمانيا المدارية (مشار إليها بالسهمين) ضمن خلية بيضاء (خزعة من آفة جلدية) مثال على كائن أولي طفيلي.

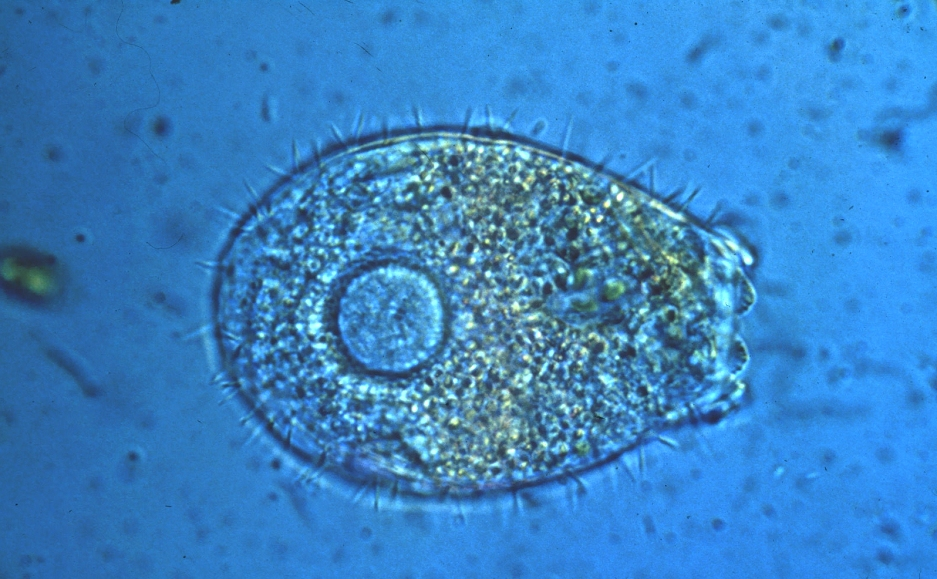
كائن أولي Protozoa يعيش في المياه العذبة والمياه المالحة وفي الأراضي وتتعدد أنواعه. الصورة تبين أميبا من نوع Euglypha ؛ كما ترى نواة الخلية.

الأوليات أو الحيوانات الأولية أو كائن أولي أو الأوالي أو سوطيات جذريه (باللاتينية: Protozoa) (باليونانية : protos = أول وzoon = حيوان) وهي متعضيات وحيدة الخلية حقيقيات النوى تظهر خواص تترافق عادة مع الحيوانات، أهمها الحركية، وتتميز heterotrophy. تصنف عادة ضمن مملكة الطلائعيات Protista سوية مع الطحالب الشبيهة بالنباتات plant-like algae.
الأوليات هي كائنات حية وحيدة الخلية لا ترى بالعين المجردة. تعيش في الأوساط المائية كالماء المالح أو العذب أو سوائل أخرى كالدم، حيث تستقر وتتسبب ببعض الأمراض. تختلف الأوليات في الشكل والحجم ووسيلة الحركة.
في بعض المخططات الحديثة تصنف معظم الأشنيات مع النباتات Plantae المملكة النباتية وChromista، في هذه الحالة يمكن تسمية مملكة الطلائعيات بمملكة الأوليات kingdom Protozoa. مع هذا فيجب عدم اعتبارها حيوانات حقيقية لذلك نفضل تسميتها بالأوليات فقط وليس الأوليات الحيوانية.

## خصائص عامة

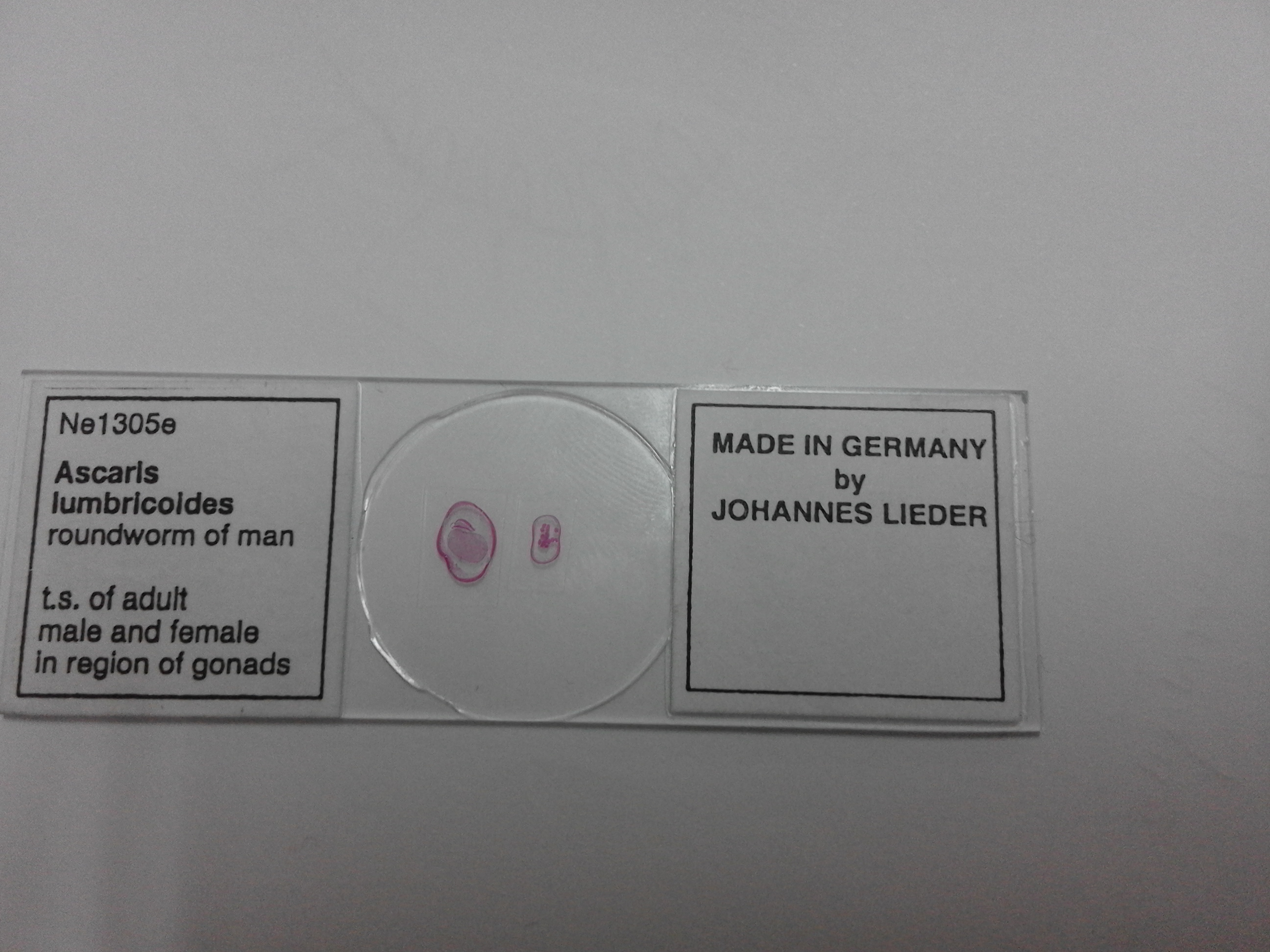
حيوان أولي (أسكارس) في صفيحة رقيقة من أجل المشاهدة المجهرية.تم إعداد هذا الحيوان الأولي في هذه الصفيحة بألمانيا، بينما تمت دراستها بكلية العلوم والتقنيات بفاس، والصورة ملتقطة من هناك.

الكائنات الأولية أو الكائنات وحيدة الخلية هي كائنات تتوفر على خلية واحدة لا أكثر، وهي كائنات مجهرية، كما أنها كلية الوجود (بالفرنسية ubiquiste) يعني أنها تعيش في أوساط مختلفة ومتعددة سواء كان هذا الوسط مائي أو رملي أو وسط بيولوجي وهكذا دواليك. هذا بالإضافة إلى أنها وعلى الرغم من توفرها على خلية وحيدة إلا أن هذه الأخيرة تستطيع القيام بكل الوظائف الحيوية من تنفس؛ إنتاج للمادة العضوية؛ هضم؛ إخراج الفضلات وكذلك الحركة والتنقل. كما أنها تتخذ شكلين وذلك حسب طبيعة وجودة الظروف، فعندما تكون الظروف مناسبة من حيث توفر الطعام؛ الماء والهواء فهي تتخذ شكلها العادي والطبيعي (بالفرنسية forme végétative) أما عندما تكون الظروف صعبة وقاسية من حيث انعدام الماء وقلة الطعام فهي تتخذ شكلا آخر يدعى بالشكل الدفاعي (بالفرنسية forme kystique ou forme de résistance)

## طريقة التغذية
نظرا لكون الكائنات الوحيدة الخلية متعددة، فطريقة تغذيتها تختلف من عنصر إلى آخر، لكن عموما فقد حدد العلماء طريقتين تستطيع من خلالها الكائنات الوحيدة الخلية الحصول على تغذيتها وهذا يعتمد بشكل أساسي على طريقة عيشها.
فالكائنات الحرة أي التي تعيش بشكل حر تستطيع الغذاء عن طريق البلعمة (بالفرنسية phagocytose) أما الكائنات التي تعيش متطفلة على غيرها فغذائها يكون بواسطة ما يعرف ب التأثير المتبادل (بالفرنسية Osmose).

## طريقة الحركة
نجد عند الكائنات الوحيدة الخلية 3 أنواع من البنيات الحركية:
- الحركة الأميبية (بالفرنسية mouvement amiboide): وهي أحد وسائل الحركة بالنسبة للأميبات، تشبه في طبيعتها التقلصات العضلية، أي أنها تعتمد على نفس الطريقة التي نراها في التقلصات العضلية.
- الأسواط (بالفرنسية les flagelles ): وهي عضيات طويلة نوعا ما، أما طبيعة حركتها فهي متموجة إلى حد كبير.
- الأهذاب (بالفرنسية les cils): وهي عضيات تشبه في بنيتها الأسواط إلا أنها أقصر منها، كما أن لها طبيعة حركة اعوجاجية.

## طريقة التنفس، الدوران والهضم
- التنفس = بالنسبة لتنفس الكائنات الوحيدة الخلية فهي تتم بواسطة تدفق الأوكسجين باتجاه الغشاء الخلوي، وذلك نظرا لغياب عضو متخصص في عملية التنفس.
- الدوران = أما طريقة الدوران فهي تعتمد بشكل رئيسي على التقلصات السيتوبلازمية، في حين أن عملية النقل تتم بواسطة تقلص الخلية.
- الهضم = أما طريقة الهضم فتتم بطريقة مشابهة لتلك في التنفس، حيث يتم الدفع بالماء وباقي الفضلات، وذلك بمساعدة عضي صغير جدا دوره الرئيسي هو إخرج الفضلات (اسمه بالفرنسية vacuole pulsatile)

## الوسائل الدفاعية
للكائنات الوحيدة الخلية وسائل دفاعية كثيرة، حيث نجد مثلا عند الأميبات إنتاج لأكياس مجوفة محاطة بغشاء وتحتوي على سائل معين، وتستعمل هذه الأكياس في القضاء على مهاجمها عندما تستشعر الخطر.
في حين أن للأسواط طريقة مغايرة تماما في عمليتها الدفاعية، حيث تقوم بتغيير وتعديل في الجليكوكاليكس (بالفرنسية glycocalyx) الخاص بها بطريقة تجعل المهاجم يتراجع عن هجومه.

## طرق العيش
هناك ثلاث طرق رئيسية لكيفية ونمط عيش الحيوانات الوحيدة الخلية:
- نمط العيش الحر: وهو نمط العيش الغالب عند معظم الحيوانات من هذا النوع، إلا أن هناك طرق أخرى للعيش بالنسبة لبعض الكائنات.
- نمط العيش المتطفل: حيث يتطفل الكائن الوحيد الخلية على كائن آخر سواء كان حيوانا وحيدا أو متعددا للخلايا أو حتى الإنسان، ويستفيد منه خصوصا على مستوى التغدية حيث يتغدى عليه أو على إفرازاته، والمشكل هنا أنه قد يتسبب في مرض صعب قد يصل إلى حالة الوفاة.
- نمط العيش التكافلي: ويسمى كذلك بنمط العيش التعاضدي، وهي طريقة عيش تعتمد في أساسها على استفادة كلا الطرفين، حيث تنتج علاقة ربح بين كلا الكائنين، كما أنه في هذه الحالة تعيش بعض الكائنات الوحيدة الخلية في الجهاز الهضمي لبعض الحيوانات، وعلى سبيل المثال عيش الأسواط ذاخل أمعاء حشرة معينة.

## الإنجاب
هناك طريقتين للإنجاب بالنسبة للكائنات وحيدة الخلية (هو ليس انجابا بل يسمى عملية تكاثر ) :
- الطريقة الأولى: إنجاب غير جنسي - أو تكاثر لا جنسي - (بالفرنسية Reproduction asexuée) وهي الطريقة المعروفة أو الرئيسية، وتتم بكل بساطة عن طريق الانقسام الثنائي، والذي ينتج عنه خليتان متشابهتان جينيا انطلاقا من الخلية الرئيسية أو الخلية الأم. كما يمكن أن تتم بواسطة انقسام متعدد.
- الطريقة الثانية: إنجاب جنسي - أو التكاثر الجنسي - (بالفرنسية Reproduction sexuée) وهي في الغالب طريقة تستعملها الحيوانات الوحيدة الخلية التي تعيش متطفلة على غيرها، حيث تنتج أمشاج ذكرية وأخرى أنثوية، ثم يندمجان معا ليعطيا بويضة تكبر فيما بعد وتصبح حيوانا وحيدا للخلية كذلك - أو انه يتم افراغ المحتوى السيتوبلازمي لإحدى الخلايا، بما فيه المورثة، عبر فتحة تعبر خلالها نحو الخلية المضيفة ( الانثى )، تندمج بعد ذلك المورثتان في خلية واحدة .

## التصنيف
هناك العديد من التصنيفات بخصوص الكائنات وحيدة الخلية أو الكائنات الوحيدة الخلية، وبالتالي نجد تصنيفا يعتمد على طريقة الحركة، حيث وجد العلماء أن هناك أربع أنواع وهي:
- سوطيات (Flagellates)
- هدبيات (Ciliates)
- متحولات أو أميبات (Amoeboids)
- كيسيات (Sporozoans)

ثم هناك تصنيف آخر، يعتمد على طبيعة الجهاز الحركي، وبالتالي هناك 3 مجموعات:
- ساركوماستيغوفورا (الاسم العلمي Sarcomastigophora ) (بالفرنسية Rhizoflagélles)، وهي تلك الكائنات وحيدة الخلية والتي تعتمد على الأسواط أو الحركة الأميبية في تنقلها، وذلك على غرار الأميبات والأسواط.
- سيليوفور (الاسم العلمي Ciliophores) (بالفرنسية ciliés)، وهي التي تعتمد بشكل أساسي على الأهذاب في تحركها وتنقلها من مكان إلى آخر، على سبيل المثال البارمسيوم.
- آپيكومپليكس (الاسم العلمي Apicomplexes) (بالفرنسية sporozoires)، وهي التي لا تعتمد على أي جهاز حركي في تنقلها، لكن بالرغم من ذلك فهي على الأقل تستطيع الحركة وبسرعة.

## الأوليات والإنسان
بعض الأوليات ممرضة، تسبب أمراضاً مثل الملاريا الذي يسببة المتصورات، وكذلك مرض الزحار الأميبي الذي يسببه نوع خاص من الأميبيا تسمى الأميبيا الطفيلية (الإنتاميبا هستوليتيكا). ويمكن للشوكميبة إحداث إصابات مثل التهاب الدماغ الأميبي الحبيبي والتهاب القرنية.